# 范駿華
范駿華（？—），香港会计师，現為泛華會計師行之執業會計師、中國基建港口獨立非執行董事，香港青年聯會第23屆主席。曾获香港大學工商管理（會計及財務）學士學位及倫敦大學法律學士學位。范徐麗泰之子。
他是特許公認會計師公會理事、香港華人會計師公會理事、中國人民政治協商會議浙江省第十屆委員會委員、中國人民政治協商會議第四屆及第五屆廣東省深圳市委員會委員。